# Gandstock (södra Glarner Alpen)
Gandstock är en bergstopp i Schweiz. Den ligger i kantonen Glarus, i den östra delen av landet. Toppen på Gandstock är 2 098 meter över havet. Den ingår i Glarner Alpen.
Trakten runt Gandstock består i huvudsak av kala bergstoppar och gräsmarker.